# Прва техничка школа Крагујевац
Прва техничка школа је средња школа у Крагујевцу основана средином 20. века.

## Историја
Прва техничка школа је 19. октобра 2011. године прославила нови јубилеј – 70 година постојања. Настала у рату, у доба жалости и трагедије, опстала је и наставила да траје дуги низ година. Данас, школа је расадник стручних кадрова, будућих инжењера, истакнутих друштвених и политичких радника. У тим младим умовима који завршавају ову школу је наша будућност. У школску 2011/2012. годину ушло се са намером да се у тој години озваничи и прослави 70 година постојања и прегалачког рада Прве техничке школе. Тај обиман и садржајан посао захтевао је ангажовање свих запослених у школи, наставника ученика, али и социјалних партнера и других сарадника школе. Наиме, било је потребно именовати Почасни организациони одбор и Организациони одбор, како би у склопу прославе било обезбеђено штампање и објава Монографије школе.Материјал је дуго организован и сакупљан, посао је поверен директорима школе: Живојину Дрешевићу, Томиславу Савчићу и публицисти Миодрагу Стаиловићу. У октобру 2011. год. изашла је из штампе Монографија Прве техничке школе, једно импозантно дело обимне садржине које је ваљало представити јавности. У склопу презентације организовано је представљање књиге у школи.
Седамдесетогодишњица рада школе уприличена је церемонијом постављања спомен плоче на Соколани, где је првобитно школа радила. Испред Соколане је Градоначелник Крагујевца Верољуб Стевановић са директором Прве техничке школе Биљаном Шиповац открио спомен плочу. Догађај је уприличен говором о времену када је школа радила у тој згради. Централна свечаност одржана је 19. октобра у свечаној сали Прве техничке школе. Том приликом говорила је директорка школе Биљана Шиповац, председник Почасног одбора за обележавање јубилеја, Градоначелник Крагујевца Верољуб Стевановић и члан Уређивачког одбора за израду Монографије Живојин Дрешевић. Такође, на свечаности су уручена признања ученицима Прве техничке школе који су освојили награде на регионалним и државним такмичењима. Признања су уручена и заслужним предузећима, институцијама и појединцима. На крају церемонијалног дела гостима је приказана приредба коју су спремили ученици школе са својим професором и ментором Маријом Благојевић.

## Подручја рада
1. електротехника,
2. грађевинарство и геодезија,
3. хемија, неметали и графичарство,
4. пољопривреда, производња и прерада хране.